# Negryci

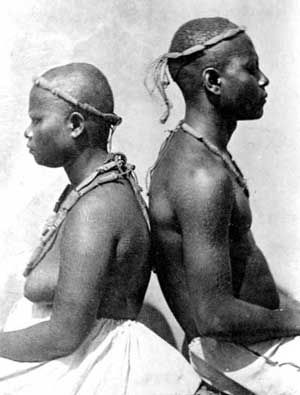
Andamańczycy

Negryci (ang. Negrito) – niskorosłe ludy autochtoniczne, wykazujące cechy negroidalne, zamieszkujące trudno dostępne rejony Azji Południowo-Wschodniej, zwłaszcza Filipiny (Aetowie, Ati), Półwysep Malajski (Semangowie) i Andamany (Andamanie). Posługują się językami z rodzin austronezyjskiej i austroazjatyckiej.